# One Astor Plaza
One Astor Plaza je mrakodrap v newyorské čtvrti Manhattan v oblasti Times Square. Má 54 podlaží a výšku 227 metrů. Výstavba probíhala v letech 1968–1972 podle návrhu Dera Scutta z firmy Ely J. Kahn & Jacobs . Nachází se na adrese 1515 Broadway mezi Západní 44. a 45. ulicí a v současnosti je sídlem společnosti ViacomCBS. Také poskytuje své prostory společnostem MTV Studios, Revlon, Fashion One, Minskoff Theatre, PlayStation Theater, a několika maloobchodním prodejnám. Budova disponuje 179 487 m2 převážně kancelářských prostor.

## Pokus o bombový atentát v roce 2010
Večer 1. května 2010 byla policejním sborem New York City zneškodněna porouchaná bomba na Západní 45. ulici a Broadway poblíž severovýchodního rohu budovy. Úřady krátce vyšetřovaly možné spojení mezi bombou a 200. epizodou seriálu South Park stanice Comedy Central, která obsahovala ukázky muže v obleku medvěda (pojmenovaný 'Bears'), na kterého děti ze South Parku ukazovaly a nazvaly ho Muhammad. Pokus byl vystopován k Faisalu Shanzadovi, 30letému obyvateli (původem z Pákistánu) města Bridgeport v Connecticutu, jenž se stal občanem USA v dubnu 2009.